# 수전 헤이워드 (1982년)

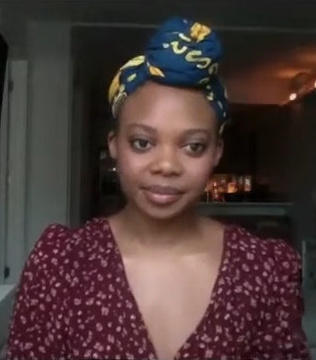

수잔 헤이워드(Susan Heyward, 1982년 11월 19일 ~ )는 미국의 배우, 연극 배우, 텔레비전 배우, 영화배우이다.
필라델피아에서 태어났다.

## 방송
- 파워스 시즌2
- 바이닐
- 파워스
- 팔로잉 시즌2